# Helsetskarvet
Helsetskarvet är ett berg i Antarktis. Det ligger i Östantarktis. Norge gör anspråk på området. Toppen på Helsetskarvet är 1 657 meter över havet.
Terrängen runt Helsetskarvet är varierad.  Trakten är obefolkad. Det finns inga samhällen i närheten. 